# Daim

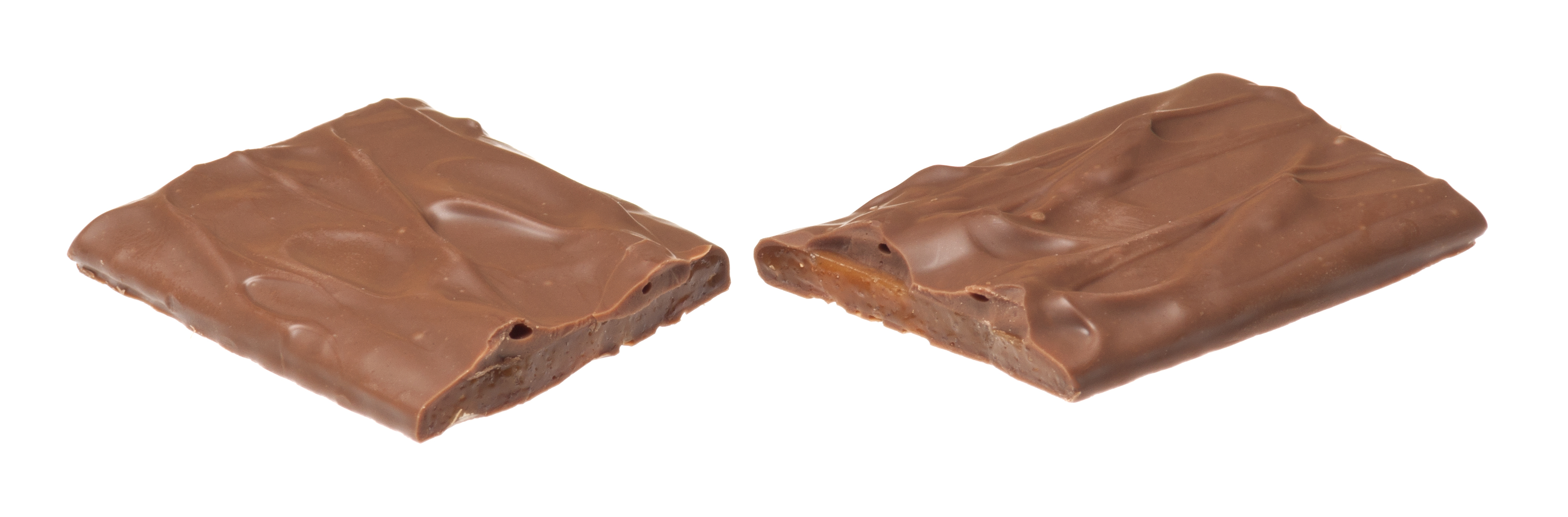
En delad Daim.

Daim (tidigare Dajm) är ett varumärke för sötsaker tillverkade av Mondelēz International (tidigare Kraft Foods, Inc.). Daim består av mandelknäck omgiven av choklad och originalet är en platt stycksak. Varumärket Daim används även för andra produkter än chokladstycksaker, såsom glass, chokladkakor, kakor, mandeltårta och chokladbollar.
I Storbritannien hette chokladen tidigare Dime, men år 2005 ändrade Kraft Foods namnet till Daim.

## Historia

### Affärsidé och företagshistoria
Idén till Daim kom från Marabous dåvarande direktör Lars Anderfelt efter att han hade besökt Heaths chokladproduktion i USA för att få tillstånd att licenstillverka produkten Heath bar, som är en liknande amerikansk knäck-choklad. Heath vägrade dock att licensera sin produkt, men Anderfelt fick med sig en lista på ingredienserna och Marabous tekniker fick i uppdrag att göra en ny produkt – Dajm. Efter en lyckad provförsäljning i Stockholm 1952 lanserades Daim både i Sverige och Norge 1953. Kraft lade under tidigt 1990-tal ett bud på produkten Daim, men blev nekat. Detta ledde till att Kraft köpte hela Maraboukoncernen. Daim produceras i Marabous chokladfabrik i Upplands Väsby utanför Stockholm.

### Produkthistoria
Daim lanserades i Sverige och Norge under namnet Dajm år 1953 och spreds senare till fler marknader, bland annat Frankrike och Japan, men då under namnet Dime. År 1971 kom Dajm i en dubbel version, år 1974 Dajm mini. Under slutet av 1980-talet ändrades designen kraftigt och den mörkbruna förpackningen blev i stället klarröd. 1990 ändrades stavningen från Dajm och Dime till Daim för att harmonisera namnet med exportproduktionen, och för att det skulle uttalas likadant, även i icke-engelskspråkiga länder. I februari 1992 kom Daimdragéer, eller i vardagligt tal Daimkulor. Marabou mjölkchoklad med bitar av Daim lanserades som en tillfällig nyhet, men blev 2006 istället en del av det ordinarie sortimentet. Dessutom tillkom chokladkakan Marabou Daim saltlakrits.
GB Glace lanserade  1987 Dajmstrut, som sedan dess varit en av företagets mest sålda glassar. Smaken lanserades först som dessertglass, Carte d'Or Daim (som då hette Dajm Amerikana). Dessutom tillverkar företaget Almondy en mandeltårta med Daim. 
Under kortare perioder har det funnits varianter av Daim, Limited edition, såsom apelsindaim, coladaim och mintdaim. Under sommaren 2006 såldes två varianter med knäckbiten omsluten av vit och mörk choklad, och i maj 2007 lanserades Daim smaksatt med cappuccino. År 2008 lanserade Daim en Limited Edition med smak av skogsbär.

## Bildgalleri med exempel på Daimprodukter

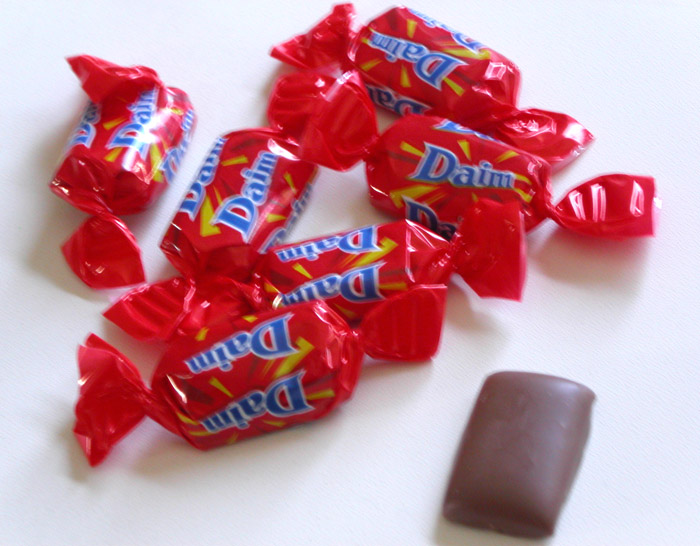
Daim mini.
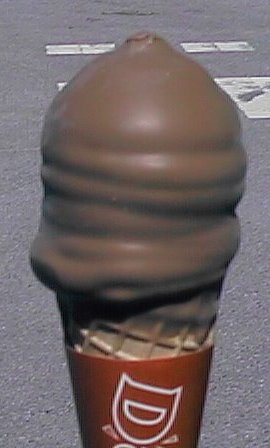
Daimstrut.
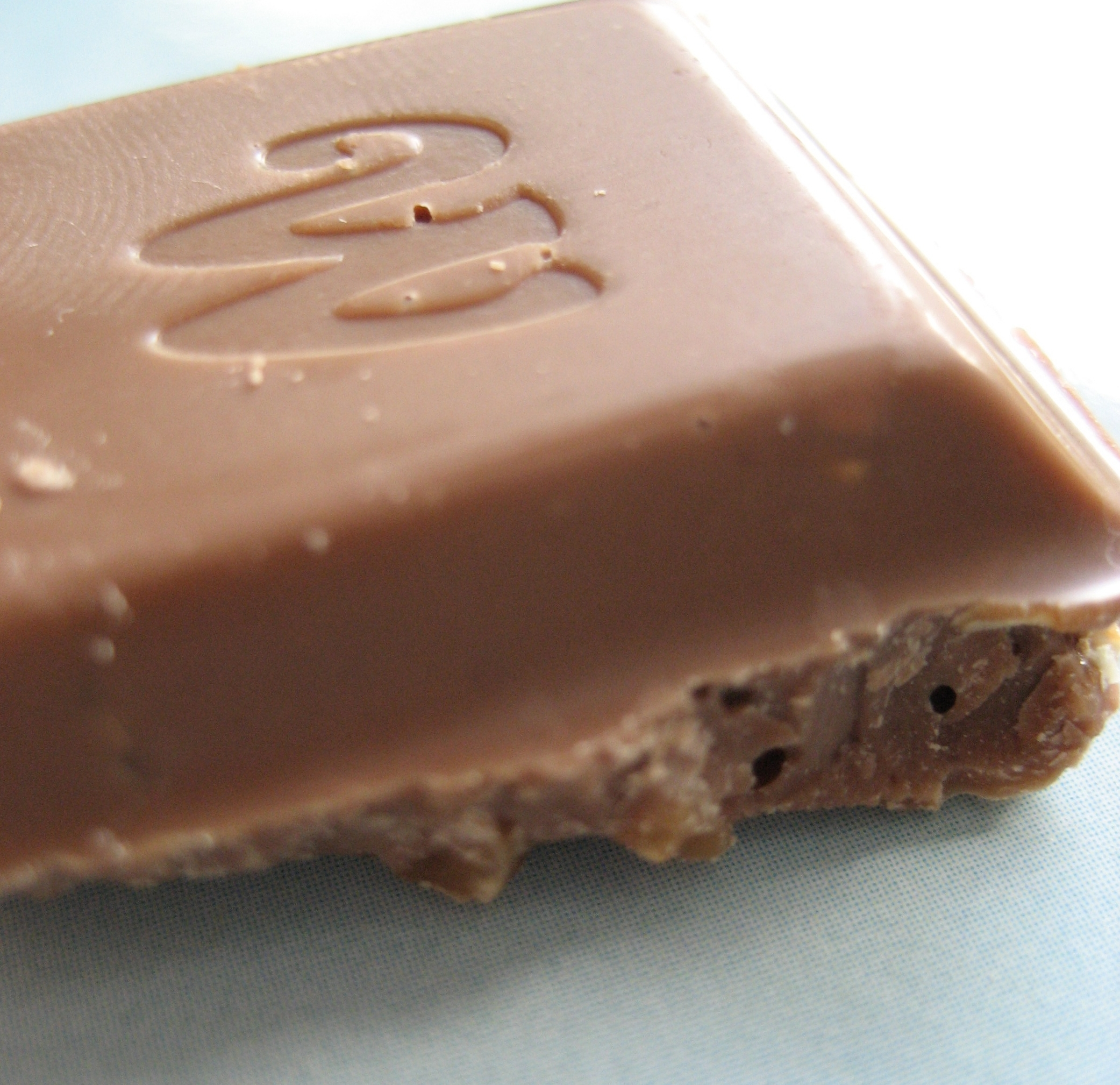
Chokladbit från chokladkakan Marabou Daim.